# Pravidlo 34
Pravidlo 34 je žánr pornografie založený na internetovém pravidlu označeném číslem 34, které říká, že „pokud to existuje, pak je o tom i porno“. Jedná se o jedno z neoficiálních pravidel internetu, které je založeno především na rozšířenosti a variabilitě internetové pornografie, která má schopnost zpracovat téměř jakoukoliv oblast či téma. Příkladem mohou být porno verze animovaných postav, fotomontáže známých osobností, fotografie neživých objektů připomínající sexuální aktivitu atp. Tradiční forma pravidla 34 šířená pro zábavu na portálech jako je 4chan či Encyclopedia Dramatica je obrázek či fotografie s podobnou tematikou doplněná jednoduchým nápisem „Rule 34 (Pravidlo 34)“ či „Rule 34 – No exceptions (Pravidlo 34 – bez výjimek)“.